# Gabès Sud
Gabès Sud est une délégation tunisienne dépendant du gouvernorat de Gabès.
En 2004, elle compte 61 699 habitants dont 31 511 hommes et 30 188 femmes répartis dans 13 179 ménages et 15 309 logements.